# Torre Branca

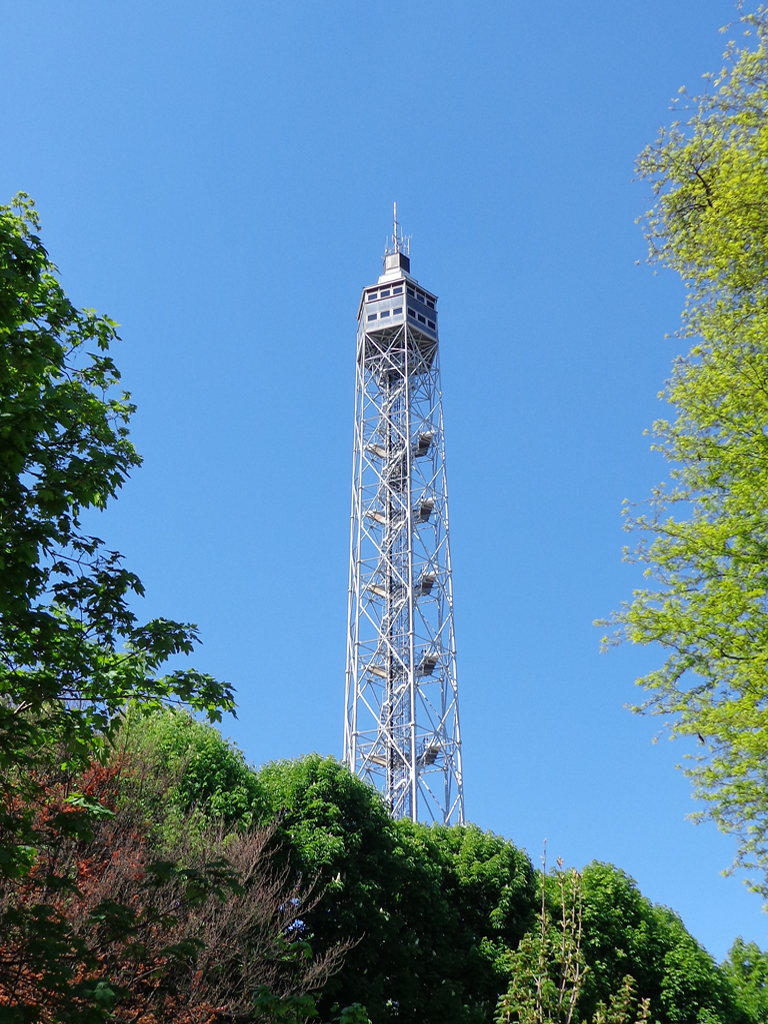
Torre Branca im Parco Sempione, Mailand

Die Torre Branca ist ein 108,6 Meter hoher eiserner Aussichtsturm im Sempionepark in Mailand.

## Geschichte
Der Turm wurde vom Architekten Gio Ponti entworfen, innerhalb von zweieinhalb Monaten errichtet und 1933 im Rahmen der Triennale di Milano eingeweiht. Er hieß ursprünglich Torre Littoria. Nach dem Zweiten WeltkriegBeleg? wurde er in Torre del Parco umbenannt. Von 1972 an war er geschlossen. Die Destillerie der Gebr. Branca („Fernet Branca“ u. a.) ließ ihn restaurieren und machte ihn 1997Beleg?  erstmals wieder der Öffentlichkeit zugänglich; sie gab ihm seinen heutigen Namen.

## Beschaffenheit
Ein Lift mit einer Kapazität von 5 bis 6 Personen führt bis auf 99 Metern Höhe der Stahlkonstruktion in ca. 90 Sekunden. An einigen Tagen ist der Turm auch abends geöffnet, um das nächtliche Mailand zu sehen.  Am Fuße des Turmes befinden sich eine Disco mit Pub und Restaurant.